# Len Lesser
Leonard King "Len" Lesser (3 de diciembre de 1922-16 de febrero de 2011) fue un actor estadounidense. Fue conocido por su papel en la película de Clint Eastwood, Kelly's Heroes y su papel recurrente como el Tío Leo en Seinfeld.

## Primeros años
Lesser nació en The Bronx, en 1922. Su padre, un tendero, fue un inmigrante judío de Polonia. Lesser recibió su título de licenciatura de la Universidad de Nueva York en 1942 a los 19 años. Lesser se enlistó al Ejército de los Estados Unidos el día después del Ataque a Pearl Harbor, y sirvió durante la Segunda Guerra Mundial.

## Carrera
Lesser trabajó durante años en el cine, televisión y en teatros. Su currículum incluye proyectos con Clint Eastwood, Barbra Streisand, Lee Marvin, Dustin Hoffman y Steve McQueen. Lesser apareció en películas como The Monkees, Have Gun – Will Travel, The Outer Limits, Alfred Hitchcock Presents, Get Smart, Quincy, The Rockford Files, The Amazing Spider-Man, Mad About You, Seinfeld, All in the Family, Boy Meets World, Smart Guy, The Munsters y Castle. Apareció en la película The Outlaw Josey Wales y en Supervan.

## Últimos años
Tuvo un papel recurrente en Everybody Loves Raymond como "Garvin", un amigo de Frank Barone. 

## Muerte
El 16 de febrero de 2011, Lesser murió de neumonía, en Burbank, California, a los 88 años.